# Meir Tapiro
Meir Tapiro (in ebraico מאיר טפירו‎?; Haifa, 28 marzo 1975) è un ex cestista, allenatore di pallacanestro e dirigente sportivo israeliano.
Alto 192 cm, giocava come playmaker o guardia tiratrice.

## Carriera
Dal 1999 al 2007 ha preso parte a cinque edizioni degli Europei vestendo la maglia della Nazionale israeliana.

## Palmarès

### Squadra
- Semaine des As: 1

Nancy: 2005
- Coppa di Israele: 1

Hapoel Gerusalemme: 2006-2007

### Individuale
- Ligat ha'Al MVP: 1

Hapoel Gerusalemme: 2001-2002